# Ippolito Antonio Vincenti Mareri
Ippolito Antonio Vincenti Mareri (Rieti, 20 de janeiro de 1738 - Paris, 21 de março de 1811) foi um cardeal do século XVIII e XIX

## Nascimento
Nasceu em Rieti em  20 de janeiro de 1738. O mais novo dos cinco filhos de Cinzio Francesco Vincenti Gentili Mareri, conde de Ascrea, Bulgaretto e Mirandella, e gonfaloneiro de Rieti em 1747, e Caterina Razza di Sermoneta. Os outros irmãos eram Lavinia, Filippa Margareta (uma freira), Cecilia, Alessandro ( gonfaloneiro de Rieti em 1780) e Maria (falecida na infância). Ele foi batizado naquele mesmo dia. Por parte de pai tinha um tio-avô, Giuseppe, e um tio, Adriano, que eram padres. Seu primeiro nome também está listado apenas como Ippolito; e sobrenome apenas como Mareri; apenas como Vincenti; e como Vicentino.

## Educação
Aos nove ou dez anos, entrou no Seminário diocesano de Rieti, onde estudou gramática, retórica e humanidades; quando tinha quase dezessete anos, foi enviado a Roma para continuar sua formação sacerdotal; em novembro de 1754, iniciou seus estudos na Universidade La Sapienza , em Roma; estudou instituições canônicas com o professor Dario Guicciardi e instituições civis com o professor Michelangelo Petrocchi; obteve o doutorado in utroque iure , direito canônico e civil, em 27 de abril de 1764; durante sua estada em Roma, residiu no Dominante .

## Início da vida
Depois de terminar os estudos, voltou para Rieti e no verão daquele ano concluiu as negociações para o casamento de sua irmã Lavinia e do barão Bernardino Gagliarid de Aquila. Entrou no estado eclesiástico tornando-se um clerico Reatino . Nomeado auditor da nunciatura na Espanha em 11 de abril de 1764; tomou posse no mês de agosto seguinte; durante o seu mandato, teve de lidar com a supressão da Companhia de Jesus ordenada pelo rei D. Carlos III em 1767; ocupou o cargo até o final de 1775. Referendário do Tribunal da Assinatura da Justiça e da Graça. Protonotário onorário apostólico . Prelado doméstico de Sua Santidade. Relator da SC da Sagrada Consulta, abril de 1776; como tal, assumiu provisoriamente o governo de Roma na ausência do titular, monsenhor Ferdinando Spinelli, entre setembro de 1783 e fevereiro de 1784. Nomeado preceptor geral do Arquihospital do Espírito Santo em Sassia em 16 de janeiro de 1784, após a morte de monsenhor Domenico Sampieri; no dia 29 de janeiro seguinte, recebeu do Papa Pio VI as insígnias de seu ofício e prestou juramento; em 14 de fevereiro de 1785, recebeu a notícia de sua iminente nomeação como núncio na Espanha e renunciou ao cargo três dias depois.

## Sacerdócio
Ordenado em 19 de março de 1785.

## Episcopado
Eleito arcebispo titular de Corinto, em 11 de abril de 1785. Consagrada, em 8 de maio de 1785, catedral de Frascati, pelo cardeal Henry Benedict Mary Stuart, duque de York, auxiliado por Girolamo Volpi, arcebispo titular de Neocesarea em Ponto, e por Pier Luigi Galletti , OSB, bispo titular de Cirene. Nomeado núncio na Espanha em 24 de maio de 1785.

## Cardinalado
Criado cardeal sacerdote no consistório de 21 de fevereiro de 1794; o papa enviou-lhe o barrete vermelho com Monsenhor Francesco Carafa d'Andria, camareiro particular de Sua Santidade, com um breve apostólico datado de 25 de fevereiro de 1794; O rei Carlos IV de Espanha impôs-lhe o barrete em Madrid na presença de toda a corte; chegou a Roma da Espanha em 5 de abril de 1795; recebeu o chapéu vermelho em 28 de maio de 1795; e o título de Ss. Nereo ed Achilleo, 1º de junho de 1795. Atribuído à SS. CC. dos Bispos e Regulares, Propaganda Fide, Conselho Tridentino, Index, Paludi Pontine , Chiane, e China. Legado em Bolonha, 1º de junho de 1795 até a ocupação francesa em junho de 1796; ele foi para Rieti em 1797; de lá, ele foi feito prisioneiro para Roma em março de 1798 e estava prestes a renunciar ao cardinalato, mas acabou sendo libertado após pagar um resgate e voltou para Rieti em maio daquele ano. Ele permaneceu em Rieti até a convocação do conclave. Participou do conclave de 1799-1800 , celebrado em Veneza, que elegeu o Papa Pio VII. Prefeito da Economia do Collegio Romano, dezembro de 1801. Optou pela ordem dos bispos e pela sede suburbicária de Sabina, em 3 de agosto de 1807. Pró-camerlengo da Santa Igreja Romana, temporariamente, na ausência do cardeal Giuseppe Maria Doria Pamphili, em 26 de março de 1808. Forçado a ir para Paris, ele deixou Roma em 2 de janeiro de 1810 e chegou a Fontainebleau no dia 29 do mesmo mês. Não se sabe ao certo se ele assistiu ou não ao casamento do imperador Napoleão I Bonaparte e Maria-Louise da Áustria, celebrado em Paris em 2 de abril de 1810.

## Morte
Morreu em Paris em 21 de março de 1811, assistido por seu humilde anfitrião e por seu fiel camareiro, Michele Torraca. Exposto na igreja de Saint-Thomas d'Aquino, Paris, sua paróquia, onde teve lugar o funeral; e sepultado na Abóbada III, no primeiro vão (a partir da porta) do lado esquerdo, na igreja de Sainte-Geneviève, atual Panteão, Paris (2) . Em 1861, o arcebispo de Paris, cardeal François-Nicholas-Madeleine Morlot, avisou Giacinto, sobrinho-neto do cardeal Vincenti-Mareri, que a igreja onde repousavam os restos mortais não era mais destinada ao culto católico; e Giacinto decidiu transferir os restos mortais para casa. O caixão foi exumado e transferido de trem para Marselha; depois, num barco a vapor da Messaggerie Imperiale, levado para Civitavecchia em 4 de setembro e depositado na igreja paroquial; na noite de 22 de outubro, os restos mortais chegaram a Rieti em um carro funerário de uma funerária romana e depositados na catedral; e após um funeral solene, foram sepultados no túmulo da família na capela de S. Catalina, junto ao túmulo do seu irmão, Alessandro (3) .